# Сунтаке, Андрея
Андрея Сунтаке (порт. Andréia Suntaque, родилась 14 сентября 1977 года в Нова-Канту) — бразильская футболистка, вратарь команды «Сантос». Двукратный призёр Олимпийских игр.

## Карьера

### Клубная
Занималась в детстве волейболом, но после серьёзной травмы плеча перешла в футбол в возрасте 20 лет. Первым клубом был «Сиянорте-ПР». Поиграв за множество клубов, Андрея пришла в «Сантос», где играет и сейчас.

### В сборной
В составе сборной Андрея дважды становилась серебряным призёром Олимпийских игр 2004 и 2008 годов, также завоёвывала бронзу чемпионата мира 1999 года и серебро чемпионата мира 2007 года. Чемпионка Южной Америки 2010 года.